# Tojinium japonicum
Tojinium japonicum är en spindelart som beskrevs av Saito och Ono 200. Tojinium japonicum ingår i släktet Tojinium och familjen täckvävarspindlar. Inga underarter finns listade i Catalogue of Life.